# Jolanta Tarvida
Jolanta Tarvida, född 8 februari 2000, är en lettisk taekwondoutövare. Hennes äldre syster Inese Tarvida är också en taekwondoutövare.

## Karriär
I juni 2023 tog Tarvida brons i 62 kg-klassen vid europeiska spelen i Kraków-Małopolska. I maj 2024 tog hon brons i 67 kg-klassen vid EM i Belgrad.